# Scaptotrigona limae
Scaptotrigona limae är en biart som först beskrevs av Brethes 1920.  Scaptotrigona limae ingår i släktet Scaptotrigona och familjen långtungebin. Inga underarter finns listade i Catalogue of Life.